# Iridosma le-testui
Iridosma le-testui är en bittervedsväxtart som först beskrevs av Pellgr., och fick sitt nu gällande namn av Aubrev. & Pellegr.. Iridosma le-testui ingår i släktet Iridosma och familjen bittervedsväxter. Inga underarter finns listade i Catalogue of Life.